# Oxymonacanthus
Oxymonacanthus es un género de peces de la familia Monacanthidae, del orden Tetraodontiformes. Este género marino fue descrito científicamente por Pieter Bleeker en 1865.

## Especies
Especies reconocidas del género:
- Oxymonacanthus halli N. B. Marshall, 1952
- Oxymonacanthus longirostris Bloch & J. G. Schneider, 1801